# James Whyte Black
Sir James Whyte Black OM FRS FRSE FRCP (Uddingston, Escòcia, 14 de juny de 1924 - Londres, 21 de març de 2010) fou un farmacòleg i professor universitari escocès, guardonat amb el Premi Nobel de Medicina o Fisiologia l'any 1988.

## Biografia
Va néixer el 14 de juny de 1924 a la ciutat escocesa d'Uddingston. Va estudiar medicina a la Universitat de St. Andrews, en la qual es va llicenciar l'any 1946. Va ser coordinador del departament de fisiologia d'aquesta Universitat abans d'ocupar una plaça de lector a la Universitat de Malaya, la més antiga de Malàisia. Va retornar a Escòcia el 1950, moment en el qual va iniciar les seves activitats l'Escola de Veterinària de la Universitat de Glasgow, en la qual establí un departament de Fisiologia. Va alternar la seva carrera acadèmica amb diversos treballs en la indústria farmacèutica i va ser nomenat professor de farmacologia del University College i el King's College de Londres. Entre 1992 i el 2006 fou rector de la Universitat de Dundee.
Membre de la Royal Society de Londres, l'any 1981 va ser nomenat Cavaller per part de la reina Elisabet II del Regne Unit, sent nomenat l'any 2000 membre de l'Orde del Mèrit, la condecoració més alta concedida al Regne Unit.

## Recerca científica
Interessat en el coneixement científic i clínic de la cardiologia, la seva invenció a finals de la dècada del 1950 del propanolol, a partir de la síntesi de la cimetidina, va revolucionar el tractament contra l'angina de pit i és considerada com una de les més importants contribucions a la medicina i la farmacologia clíniques del segle xx.
L'any 1988 fou guardonat amb el Premi Nobel de Medicina o Fisiologia, juntament amb Gertrude Elion i George H. Hitchings, pel descobriment d'importants principis en el tractament amb fàrmacs.